# Chuarrancho
Chuarrancho ist eine rund 4000 Einwohner zählende Kleinstadt in Guatemala und Verwaltungssitz des gleichnamigen Municipios im Departamento Guatemala. Der Ort liegt 38 Kilometer nördlich von Guatemala-Stadt auf 1350 m Höhe.
Das 105 km² große Municipio erstreckt sich ganz im Norden des Departamentos Guatemala zwischen dem Río Motagua, der die Grenze zum benachbarten Baja Verapaz bildet, und dem Río Las Vacas im Süden und Osten. Es hat insgesamt rund 10.000 Einwohner, bei welchen es sich überwiegend um Cakchiquel und Pocomam handelt. Ein Großteil der Menschen lebt in ländlichen Siedlungen und Dörfern, darunter Chiquín, Santa Bárbara lo de Lac, La Ceiba, Rincón Grande, Trapiche Grande, San Buena Ventura, Santa Catarina, El Salitre, Los Olotes, El Espinal, San Bernardo, El Tablón, Pablo Xuyá, San Pedrito, El Limón, El Conacaste, El Castaño, San José, El Porvenir und El Amate.
Im Norden grenzt Chuarrancho an die Municipios Granados, El Chol und Salamá des Departamentos Baja Verapaz, im Osten an Sanarate (El Progreso), im Südosten an San José del Golfo, im Süden an San Pedro Ayampuc und Chinautla, im Südwesten und Westen an San Raimundo.
Chuarrancho wurde am 26. November 1883 von Bauern aus San Pedro Sacatepéquez gegründet und 1905 zum Municipio erhoben.